# داميان ويلسون (مغني)
داميان ويلسون (بالإنجليزية: Damian Wilson)‏ هو مغني بريطاني، ولد في 11 أكتوبر 1969 في إنجلترا في المملكة المتحدة.

## وصلات خارجية
- الموقع الرسمي
- داميان ويلسون على موقع ميوزك برينز (الإنجليزية)
- داميان ويلسون على موقع أول ميوزيك (الإنجليزية)
- داميان ويلسون على موقع ديسكوغز (الإنجليزية)